# Classe Pluviôse
Pour les articles homonymes, voir Pluviôse (homonymie).
La classe Pluviôse est une classe française de sous-marins, dessinée par Maxime Laubeuf, dont la construction a été lancée dans la première décennie du XXe siècle.

## Histoire
La Marine nationale commande dix-huit submersibles de ce modèle, dont le premier, le Q51, baptisé Pluviôse, est construit par l'arsenal de Cherbourg. Les huit autres de la première série, qui seront construits également à Cherbourg, porteront aussi le nom d'un mois du calendrier révolutionnaire.

## Caractéristiques
La classe Pluviôse est basée sur le type Sirène, agrandi pour de meilleures conditions de vie de l'équipage, plus puissant pour une plus grande vitesse. La propulsion se fait grâce à des chaudières vapeur, conçues par la société Du Temple.

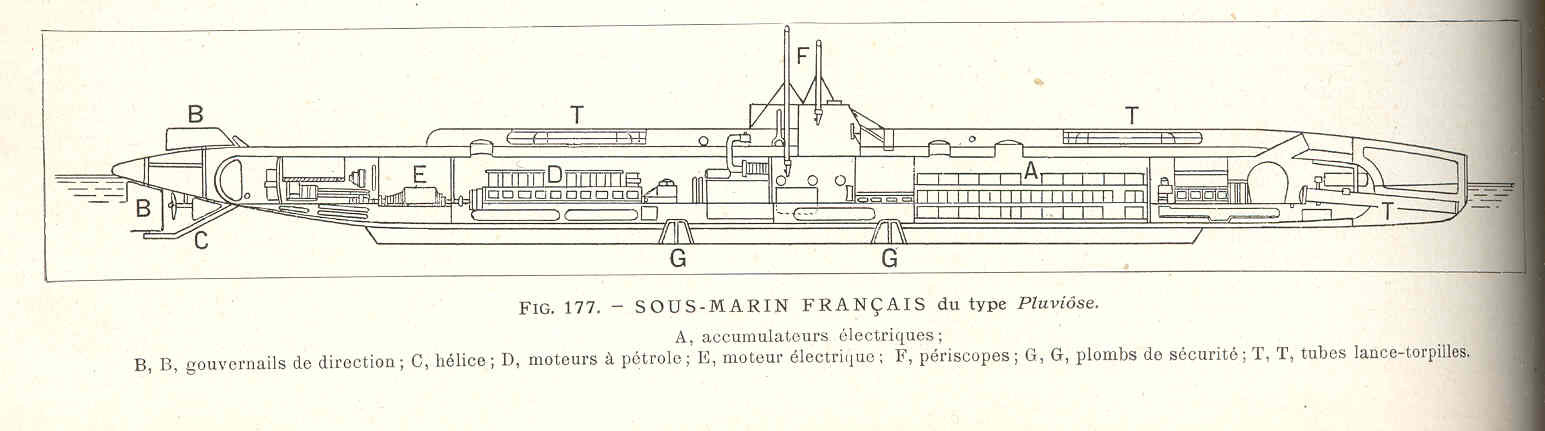
Schéma de coupe des sous-marins de la classe Pluviôse

## Liste des sous-marins de la classePluviôse
| Nom         | Numéro de quille | Chantier de construction | Date de lancement | Fin de carrière                                                                                          |
| ----------- | ---------------- | ------------------------ | ----------------- | --- |
| Pluviôse    | Q51              | Arsenal de Cherbourg     | 27 mai 1907       | Coule à la suite d'une collision le 26 mai 1910. Renfloué et réparé. Retiré du service actif en 1919     |
| Ventôse     | Q52              | Arsenal de Cherbourg     | 15 septembre 1907 | Retiré du service actif en 1919                                                                          |
| Germinal    | Q53              | Arsenal de Cherbourg     | 7 décembre 1907   | Retiré du service actif en 1919                                                                          |
| Floréal     | Q54              | Arsenal de Cherbourg     | 18 avril 1908     | Coule le 2 août 1918 à la suite d'une collision avec le navire HMS Hazel. L'épave est découverte en 2024 |
| Prairial    | Q55              | Arsenal de Cherbourg     | 26 septembre 1908 | Coule le 29 avril 1918 au large du Havre à la suite d'une collision avec le navire SS Tropic             |
| Messidor    | Q56              | Arsenal de Cherbourg     | 24 décembre 1908  | Retiré du service actif en 1919                                                                          |
| Thermidor   | Q57              | Arsenal de Cherbourg     | 3 juillet 1909    | Retiré du service actif en 1919                                                                          |
| Fructidor   | Q58              | Arsenal de Cherbourg     | 13 novembre 1909  | Retiré du service actif en 1919                                                                          |
| Vendémiaire | Q59              | Arsenal de Cherbourg     | 7 juillet 1910    | Coule le 8 juin 1912 à la suite d'une collision avec le cuirassé Saint-Louis                             |
| Papin       | Q64              | Arsenal de Rochefort     | 4 janvier 1908    | Retiré du service actif en 1919                                                                          |
| Fresnel     | Q65              | Arsenal de Rochefort     | 16 juin 1908      | Coulé le 5 février 1915 torpillé par des destroyers austro-hongrois                                      |
| Berthelot   | Q66              | Arsenal de Rochefort     | 19 mai 1909       | Retiré du service actif en 1919                                                                          |
| Monge       | Q67              | Arsenal de Toulon        | 31 décembre 1908  | Coulé le 28 décembre 1915 après avoir été percuté par le croiseur austro-hongrois SMS Helgoland          |
| Ampère      | Q68              | Arsenal de Toulon        | 30 octobre 1909   | Retiré du service actif en 1919                                                                          |
| Gay-Lussac  | Q69              | Arsenal de Toulon        | 17 mars 1910      | Retiré du service actif en 1919                                                                          |
| Watt        | Q75              | Arsenal de Rochefort     | 18 juin 1909      | Retiré du service actif en 1919                                                                          |
| Cugnot      | Q76              | Arsenal de Rochefort     | 14 octobre 1909   | Retiré du service actif en 1919                                                                          |
| Giffard     | Q77              | Arsenal de Rochefort     | 10 février 1910   | Retiré du service actif en 1919                                                                          |